# Anta Sports
 (octobre 2019).
Si vous disposez d'ouvrages ou d'articles de référence ou si vous connaissez des sites web de qualité traitant du thème abordé ici, merci de compléter l'article en donnant les références utiles à sa vérifiabilité et en les liant à la section « Notes et références ».
Anta Sports Products Limited est une entreprise multinationale chinoise spécialisée dans les équipements sportifs, dont le siège est situé à Jinjiang, dans la province du Fujian. La marque veut concevoir, développer, fabriquer et commercialiser des vêtements de sport, y compris des chaussures, des vêtements et des accessoires de sport, sous sa propre marque, ANTA. L'entreprise a été créée en 1994,.